# Campeonato Brasileño de Fútbol 1986
El Campeonato Brasileño de Serie A 1986 fue la  31ª edición del Campeonato Brasileño de Serie A. El torneo se extendió desde el 30 de agosto de 1986 hasta el 25 de febrero del año siguiente. El club São Paulo FC ganó el campeonato, su segundo título a nivel nacional, tras haber logrado el Campeonato Brasileño de 1977.
También fue probablemente el Campeonato Brasileño más difícil de organizar de toda la historia, esta vez, la CBF decidió unir la Copa de Oro, Plata y Bronce (respectivamente series A, B y C) en una sola competencia, con 80 clubes en total.
De acuerdo con la reglamentación original, serían clasificados para la segunda fase los 28 clubes mejor clasificados de los grupos A, B, C y D (6 clasificados de cada grupo, más los 4 mayores puntajes globales) y los 4 clubes ganadores de los grupos E, F, G y H (Serie B), para un total de 32 clubes. Pero como el Vasco da Gama no estaba entre los clasificados, presentó una demanda ante la justicia ordinaria para anular la decisión del Tribunal de Justicia Deportiva, que había dado 2 puntos al Joinville en el partido disputado contra Sergipe (1x1, 29 de septiembre), en caso comprobado de dopaje. La posible anulación de la decisión daría al Vasco da Gama la clasificación en detrimento del Joinville. 
El Joinville también presentó una demanda para garantizar su derecho, y la CBF decidió clasificar a los dos clubes, luego de eliminar al Portuguesa, por recurrir a la justicia por un caso ilegal de venta de entradas. Debido a esta medida varios clubes de São Paulo amenazaron con abandonar la competición en apoyo al Portuguesa, lo que hizo que la CBF volviera atrás en su decisión y decidió clasificar a 33 clubes a la segunda fase. 
Unos días más tarde, y debido a la dificultad en la organización de los grupos para la segunda fase la CBF decretó la adición de 3 clubes más a la segunda fase, los clubes favorecidos con esta medida fueron Santa Cruz, Sobradinho y Náutico.
Toda esta confusión resultó en la creación, el año siguiente, del Club de los 13 y de la Copa União en un intento de reorganización institucional del fútbol brasileño.

## Sistema de competición
Primera fase: 44 clubes participantes de Seria-A son divididos en cuatro grupos de 11 clubes cada uno.
Segunda fase: Los 36 clubes clasificados de primera fase son agrupados en cuatro grupos de nueve equipos cada uno, clasificando los cuatro primeros de cada grupo a fase de octavos de final.
Fase final: Los 16 clubes finalistas disputan octavos de final, cuartos de final, semifinales y final.

## Primera fase
|  |                                            |
|  | Equipos clasificados a la segunda fase.    |
|  | Equipos clasificados por aumento de cupos. |

### Grupo A
| Pos | Equipo         | Pts | PJ | PG | PE | PP | GF | GC | Dif  |
| --- | -------------- | --- | -- | -- | -- | -- | -- | -- | ---- |
| 1   | São Paulo      | 17  | 10 | 7  | 3  | 0  | 21 | 7  | + 14 |
| 2   | Internacional  | 14  | 10 | 5  | 4  | 1  | 13 | 5  | + 8  |
| 3   | Sport Recife   | 13  | 10 | 5  | 3  | 2  | 11 | 6  | + 5  |
| 4   | Fluminense     | 12  | 10 | 5  | 2  | 3  | 9  | 7  | + 2  |
| 5   | Bangu          | 12  | 10 | 4  | 4  | 2  | 11 | 6  | + 5  |
| 6   | Ceara          | 10  | 10 | 3  | 4  | 3  | 8  | 10 | - 2  |
| 7   | Sobradinho-DF  | 8   | 10 | 3  | 2  | 5  | 8  | 12 | - 4  |
| 8   | Operario-MS    | 7   | 10 | 3  | 1  | 6  | 9  | 15 | - 6  |
| 9   | Sampaio Corrêa | 6   | 10 | 1  | 4  | 5  | 5  | 15 | - 10 |
| 10  | Remo           | 6   | 10 | 0  | 6  | 4  | 9  | 15 | - 6  |
| 11  | Coritiba       | 5   | 10 | 1  | 3  | 6  | 3  | 9  | - 6  |

### Grupo B
| Pos | Equipo              | Pts | PJ | PG | PE | PP | GF | GC | Dif  |
| --- | ------------------- | --- | -- | -- | -- | -- | -- | -- | ---- |
| 1   | Flamengo            | 14  | 10 | 6  | 2  | 2  | 15 | 7  | + 8  |
| 2   | Ponte Preta         | 13  | 10 | 6  | 1  | 3  | 18 | 11 | + 7  |
| 3   | Corinthians         | 13  | 10 | 5  | 3  | 2  | 16 | 6  | + 10 |
| 4   | Atlético Paranaense | 12  | 10 | 4  | 4  | 2  | 12 | 5  | + 7  |
| 5   | Grêmio              | 11  | 10 | 4  | 3  | 3  | 15 | 11 | + 4  |
| 6   | America-RJ          | 10  | 10 | 4  | 2  | 4  | 10 | 11 | - 1  |
| 7   | Joinville           | 10  | 10 | 4  | 2  | 4  | 14 | 17 | - 3  |
| 8   | Goias               | 10  | 10 | 3  | 4  | 3  | 8  | 9  | - 1  |
| 9   | Botafogo-PB         | 7   | 10 | 3  | 1  | 6  | 9  | 16 | - 7  |
| 10  | Sergipe             | 7   | 10 | 3  | 1  | 6  | 5  | 16 | - 11 |
| 11  | Paysandu de Belém   | 3   | 10 | 1  | 1  | 8  | 5  | 18 | - 13 |

### Grupo C
| Pos | Equipo                 | Pts | PJ | PG | PE | PP | GF | GC | Dif  |
| --- | ---------------------- | --- | -- | -- | -- | -- | -- | -- | ---- |
| 1   | Bahia                  | 17  | 10 | 7  | 3  | 0  | 19 | 4  | + 15 |
| 2   | Guarani de Campinas    | 16  | 10 | 7  | 2  | 1  | 19 | 5  | + 14 |
| 3   | Santos                 | 14  | 10 | 6  | 2  | 2  | 16 | 6  | + 10 |
| 4   | Rio Branco-ES          | 14  | 10 | 5  | 4  | 1  | 10 | 5  | + 5  |
| 5   | Cruzeiro               | 11  | 10 | 4  | 3  | 3  | 12 | 6  | + 6  |
| 6   | Atlético Goianiense    | 10  | 10 | 4  | 2  | 4  | 9  | 8  | + 1  |
| 7   | Vasco da Gama          | 9   | 10 | 3  | 3  | 4  | 11 | 4  | + 7  |
| 8   | Náutico Recife         | 8   | 10 | 4  | 0  | 6  | 7  | 13 | - 6  |
| 9   | Tuna Luso Brasileira   | 5   | 10 | 2  | 1  | 7  | 8  | 20 | - 12 |
| 10  | Piauí                  | 3   | 10 | 1  | 1  | 8  | 6  | 26 | - 20 |
| 11  | Operário Várzea Grande | 3   | 10 | 1  | 1  | 8  | 4  | 24 | - 20 |

### Grupo D
| Pos | Equipo            | Pts | PJ | PG | PE | PP | GF | GC | Dif  |
| --- | ----------------- | --- | -- | -- | -- | -- | -- | -- | ---- |
| 1   | Atlético Mineiro  | 17  | 10 | 7  | 3  | 0  | 18 | 6  | + 12 |
| 2   | Portuguesa        | 12  | 10 | 4  | 4  | 2  | 12 | 12 | 0    |
| 3   | Vitoria           | 11  | 10 | 2  | 7  | 1  | 12 | 10 | + 2  |
| 4   | Palmeiras         | 10  | 10 | 4  | 2  | 4  | 19 | 10 | + 9  |
| 5   | Nacional-AM       | 10  | 10 | 3  | 4  | 3  | 10 | 9  | + 1  |
| 6   | CSA Alagoas       | 10  | 10 | 3  | 4  | 3  | 8  | 7  | + 1  |
| 7   | Botafogo          | 10  | 10 | 3  | 4  | 3  | 11 | 11 | 0    |
| 8   | Comercial-MS      | 10  | 10 | 3  | 4  | 3  | 9  | 11 | - 2  |
| 9   | Santa Cruz Recife | 9   | 10 | 3  | 3  | 4  | 11 | 14 | - 3  |
| 10  | Fortaleza         | 6   | 10 | 2  | 2  | 6  | 7  | 19 | - 12 |
| 11  | Alecrim de Natal  | 5   | 10 | 1  | 3  | 6  | 7  | 15 | - 8  |

### Grupos E, F, G, H
- Los vencedores de los grupos E, F, G, H de la Serie-B que clasifican a la segunda fase son:
| Grupo | Equipo                  |
| ----- | ----------------------- |
| E     | Treze de Campina Grande |
| F     | Central de Caruaru-PE   |
| G     | Internacional Limeira   |
| H     | Criciúma                |

## Segunda fase
- Los cuatro primeros de cada grupo avanzan a ronda de octavos de final.

### Grupo I
| Pos | Equipo      | Pts | PJ | PG | PE | PP | GF | GC | Dif  |
| --- | ----------- | --- | -- | -- | -- | -- | -- | -- | ---- |
| 1   | Palmeiras   | 22  | 16 | 7  | 8  | 1  | 22 | 11 | + 11 |
| 2   | São Paulo   | 21  | 16 | 7  | 7  | 2  | 29 | 7  | + 22 |
| 3   | Joinville   | 18  | 16 | 5  | 8  | 3  | 14 | 12 | + 2  |
| 4   | America-RJ  | 18  | 16 | 5  | 8  | 3  | 14 | 14 | 0    |
| 5   | Santos      | 15  | 16 | 3  | 9  | 4  | 9  | 10 | - 1  |
| 6   | Bangu       | 14  | 16 | 4  | 6  | 6  | 10 | 17 | - 7  |
| 7   | Treze       | 12  | 16 | 4  | 4  | 8  | 8  | 20 | - 16 |
| 8   | Botafogo    | 12  | 16 | 3  | 6  | 7  | 10 | 17 | - 7  |
| 9   | Ponte Preta | 12  | 16 | 3  | 6  | 7  | 11 | 19 | - 8  |

### Grupo J
| Pos | Equipo              | Pts | PJ | PG | PE | PP | GF | GC | Dif  |
| --- | ------------------- | --- | -- | -- | -- | -- | -- | -- | ---- |
| 1   | Guarani de Campinas | 25  | 16 | 10 | 5  | 1  | 26 | 6  | + 20 |
| 2   | Fluminense          | 22  | 16 | 9  | 4  | 3  | 21 | 8  | + 13 |
| 3   | Flamengo            | 17  | 16 | 6  | 5  | 5  | 18 | 10 | + 8  |
| 4   | Grêmio              | 15  | 16 | 5  | 5  | 6  | 16 | 15 | + 1  |
| 5   | Goias               | 15  | 16 | 4  | 7  | 5  | 17 | 21 | - 4  |
| 6   | Santa Cruz Recife   | 15  | 16 | 3  | 9  | 4  | 13 | 16 | - 3  |
| 7   | Atlético Goianiense | 13  | 16 | 3  | 7  | 6  | 14 | 20 | - 6  |
| 8   | Vitória             | 12  | 16 | 4  | 4  | 8  | 11 | 20 | - 9  |
| 9   | Central-PE          | 10  | 16 | 2  | 6  | 8  | 11 | 31 | - 20 |

### Grupo K
| Pos | Equipo                | Pts | PJ | PG | PE | PP | GF | GC | Dif  |
| --- | --------------------- | --- | -- | -- | -- | -- | -- | -- | ---- |
| 1   | Cruzeiro              | 21  | 16 | 8  | 5  | 3  | 23 | 12 | + 11 |
| 2   | Portuguesa            | 21  | 16 | 7  | 7  | 2  | 19 | 10 | + 9  |
| 3   | Bahia                 | 20  | 16 | 9  | 2  | 5  | 17 | 13 | + 4  |
| 4   | Internacional Limeira | 18  | 16 | 6  | 6  | 4  | 19 | 18 | + 1  |
| 5   | Atlético Paranaense   | 17  | 16 | 5  | 7  | 4  | 15 | 12 | + 3  |
| 6   | Náutico Recife        | 14  | 16 | 4  | 6  | 6  | 12 | 16 | - 4  |
| 7   | CSA Alagoas           | 14  | 16 | 3  | 4  | 9  | 14 | 21 | - 7  |
| 8   | Sport Recife          | 10  | 16 | 2  | 5  | 9  | 13 | 26 | - 13 |
| 9   | Comercial-MS          | 9   | 16 | 2  | 6  | 8  | 11 | 31 | - 20 |

### Grupo L
| Pos | Equipo           | Pts | PJ | PG | PE | PP | GF | GC | Dif  |
| --- | ---------------- | --- | -- | -- | -- | -- | -- | -- | ---- |
| 1   | Atlético Mineiro | 22  | 16 | 9  | 4  | 3  | 17 | 10 | + 7  |
| 2   | Corinthians      | 21  | 16 | 7  | 7  | 2  | 23 | 10 | + 13 |
| 3   | Vasco da Gama    | 19  | 16 | 7  | 5  | 4  | 24 | 15 | + 9  |
| 4   | Criciuma         | 19  | 16 | 7  | 5  | 4  | 14 | 13 | + 1  |
| 5   | Internacional    | 18  | 16 | 7  | 4  | 5  | 27 | 18 | + 9  |
| 6   | Ceara            | 14  | 16 | 5  | 4  | 7  | 17 | 21 | - 4  |
| 7   | Rio Branco-ES    | 13  | 16 | 5  | 3  | 8  | 19 | 24 | - 5  |
| 8   | Nacional-AM      | 10  | 16 | 4  | 2  | 40 | 15 | 24 | - 9  |
| 9   | Sobradinho-DF    | 8   | 16 | 2  | 4  | 10 | 13 | 34 | - 21 |

## Fase Final
Los 16 clubes finalistas disputan octavos de final, cuartos de final, semifinales y final. El campeón y subcampeón clasifican a Copa Libertadores 1987.
|  | Octavos de final | Octavos de final | Octavos de final |   |                  | Cuartos de final | Cuartos de final | Cuartos de final |  |                  | Semifinales | Semifinales | Semifinales |  |           | Final | Final | Final |  |
|  |                  |                  |                  |   |                  |                  |                  |                  |  |                  |             |             |             |  |           |       |       |       |  |
|  |                  |                  |                  |   |                  |                  |                  |                  |  |                  |             |             |             |  |           |       |       |       |  |
|  | Guarani          | 3                | 2                |   |                  |                  |                  |                  |  |                  |             |             |             |  |           |       |       |       |  |
|  | Guarani          | 3                | 2                |   |                  |                  |                  |                  |  |                  |             |             |             |  |           |       |       |       |  |
|  | Vasco da Gama    | 0                | 0                |   |                  |                  |                  |                  |  |                  |             |             |             |  |           |       |       |       |  |
|  | Vasco da Gama    | 0                | 0                |   | Guarani          | 2                | 1                |                  |  |                  |             |             |             |  |           |       |       |       |  |
|  |                  |                  |                  |   | Guarani          | 2                | 1                |                  |  |                  |             |             |             |  |           |       |       |       |  |
|  |                  |                  | Bahia            | 2 | 0                |                  |                  |                  |  |                  |             |             |             |  |           |       |       |       |  |
|  | Palmeiras        | 0                | Bahia            | 2 | 0                | 1                |                  |                  |  |                  |             |             |             |  |           |       |       |       |  |
|  | Palmeiras        | 0                |                  |   |                  |                  |                  |                  |  |                  |             |             |             |  |           |       |       |       |  |
|  | Bahia            | 2                | 0                |   |                  |                  |                  |                  |  |                  |             |             |             |  |           |       |       |       |  |
|  | Bahia            | 2                | 0                |   |                  |                  |                  |                  |  | Atlético Mineiro | 0           | 1           |             |  |           |       |       |       |  |
|  |                  |                  |                  |   |                  |                  |                  |                  |  | Atlético Mineiro | 0           | 1           |             |  |           |       |       |       |  |
|  |                  |                  | Guarani          | 0 | 2                |                  |                  |                  |  |                  |             |             |             |  |           |       |       |       |  |
|  | Atlético Mineiro | 1                | Guarani          | 0 | 2                | 1                |                  |                  |  |                  |             |             |             |  |           |       |       |       |  |
|  | Atlético Mineiro | 1                |                  |   |                  |                  |                  |                  |  |                  |             |             |             |  |           |       |       |       |  |
|  | Flamengo         | 1                | 0                |   |                  |                  |                  |                  |  |                  |             |             |             |  |           |       |       |       |  |
|  | Flamengo         | 1                | 0                |   | Atlético Mineiro | 0                | 1                |                  |  |                  |             |             |             |  |           |       |       |       |  |
|  |                  |                  |                  |   | Atlético Mineiro | 0                | 1                |                  |  |                  |             |             |             |  |           |       |       |       |  |
|  |                  |                  | Cruzeiro         | 0 | 1                |                  |                  |                  |  |                  |             |             |             |  |           |       |       |       |  |
|  | Cruzeiro         | 1                | Cruzeiro         | 0 | 1                | 2                |                  |                  |  |                  |             |             |             |  |           |       |       |       |  |
|  | Cruzeiro         | 1                |                  |   |                  |                  |                  |                  |  |                  |             |             |             |  |           |       |       |       |  |
|  | Joinville        | 1                | 2                |   |                  |                  |                  |                  |  |                  |             |             |             |  |           |       |       |       |  |
|  | Joinville        | 1                | 2                |   |                  |                  |                  |                  |  |                  |             |             |             |  | São Paulo | 1     | 3 (4) |       |  |
|  |                  |                  |                  |   |                  |                  |                  |                  |  |                  |             |             |             |  | São Paulo | 1     | 3 (4) |       |  |
|  |                  |                  | Guarani          | 1 | 3 (3)            |                  |                  |                  |  |                  |             |             |             |  |           |       |       |       |  |
|  | Portuguesa       | 0                | Guarani          | 1 | 3 (3)            | 0                |                  |                  |  |                  |             |             |             |  |           |       |       |       |  |
|  | Portuguesa       | 0                |                  |   |                  |                  |                  |                  |  |                  |             |             |             |  |           |       |       |       |  |
|  | América-RJ       | 1                | 0                |   |                  |                  |                  |                  |  |                  |             |             |             |  |           |       |       |       |  |
|  | América-RJ       | 1                | 0                |   | América-RJ       | 0                | 2                |                  |  |                  |             |             |             |  |           |       |       |       |  |
|  |                  |                  |                  |   | América-RJ       | 0                | 2                |                  |  |                  |             |             |             |  |           |       |       |       |  |
|  |                  |                  | Corinthians      | 1 | 0                |                  |                  |                  |  |                  |             |             |             |  |           |       |       |       |  |
|  | Corinthians      | 0                | Corinthians      | 1 | 0                | 1                |                  |                  |  |                  |             |             |             |  |           |       |       |       |  |
|  | Corinthians      | 0                |                  |   |                  |                  |                  |                  |  |                  |             |             |             |  |           |       |       |       |  |
|  | Grêmio           | 0                | 1                |   |                  |                  |                  |                  |  |                  |             |             |             |  |           |       |       |       |  |
|  | Grêmio           | 0                | 1                |   |                  |                  |                  |                  |  | São Paulo        | 1           | 1           |             |  |           |       |       |       |  |
|  |                  |                  |                  |   |                  |                  |                  |                  |  | São Paulo        | 1           | 1           |             |  |           |       |       |       |  |
|  |                  |                  | América-RJ       | 0 | 1                |                  |                  |                  |  |                  |             |             |             |  |           |       |       |       |  |
|  | São Paulo        | 1                | América-RJ       | 0 | 1                | 3                |                  |                  |  |                  |             |             |             |  |           |       |       |       |  |
|  | São Paulo        | 1                |                  |   |                  |                  |                  |                  |  |                  |             |             |             |  |           |       |       |       |  |
|  | Inter Limeira    | 2                | 0                |   |                  |                  |                  |                  |  |                  |             |             |             |  |           |       |       |       |  |
|  | Inter Limeira    | 2                | 0                |   | São Paulo        | 2                | 1                |                  |  |                  |             |             |             |  |           |       |       |       |  |
|  |                  |                  |                  |   | São Paulo        | 2                | 1                |                  |  |                  |             |             |             |  |           |       |       |       |  |
|  |                  |                  | Fluminense       | 0 | 2                |                  |                  |                  |  |                  |             |             |             |  |           |       |       |       |  |
|  | Fluminense       | 1                | Fluminense       | 0 | 2                | 1                |                  |                  |  |                  |             |             |             |  |           |       |       |       |  |
|  | Fluminense       | 1                |                  |   |                  |                  |                  |                  |  |                  |             |             |             |  |           |       |       |       |  |
|  | Criciúma         | 2                | 0                |   |                  |                  |                  |                  |  |                  |             |             |             |  |           |       |       |       |  |
|  | Criciúma         | 2                | 0                |   |                  |                  |                  |                  |  |                  |             |             |             |  |           |       |       |       |  |
|  |                  |                  |                  |   |                  |                  |                  |                  |  |                  |             |             |             |  |           |       |       |       |  |

### Semifinales
| 15 de febrero de 1987 | Atlético Mineiro | 0 – 0 | Guarani | Estadio Mineirao, Belo Horizonte,           |  |
|                       |                  |       |         | Asistencia: 62,510 espectadores Árbitro(s): |  |

| 18 de febrero de 1987 | Guarani                        | 2 – 1 | Atlético Mineiro    | Estadio Brinco de Ouro, Campinas,           |                                             |
|                       | Boiadeiro 28' · João Paulo 77' |       | Reinaldo Xavier 24' | Asistencia: 35,373 espectadores Árbitro(s): | Asistencia: 35,373 espectadores Árbitro(s): |

| 15 de febrero de 1987 | São Paulo  | 1 – 0 | América-RJ | Estadio Morumbi, São Paulo,                 |                                             |
|                       | Careca 79' |       |            | Asistencia: 79,850 espectadores Árbitro(s): | Asistencia: 79,850 espectadores Árbitro(s): |

| 18 de febrero de 1987 | América-RJ | 1 – 1 | São Paulo  | Estadio Maracana, Río de Janeiro,           |                                             |
|                       | Renato 72' |       | Careca 41' | Asistencia: 50,502 espectadores Árbitro(s): | Asistencia: 50,502 espectadores Árbitro(s): |

### Final
| 22 de febrero de 1987 | São Paulo  | 1 – 1   | Guarani   | Estadio Morumbi, São Paulo,                                      |                                                                  |
|                       | Careca 63' | Reporte | Evair 60' | Asistencia: 81,060 espectadores Árbitro(s): Romualdo Arppi Filho | Asistencia: 81,060 espectadores Árbitro(s): Romualdo Arppi Filho |

| 25 de febrero de 1987 | Guarani                                              | 3 – 3 (3-4 pen.) | São Paulo                            | Estadio Brinco de Ouro, Campinas,                  |                                                    |
|                       | Nelsinho 2' (aut.) · Boiadeiro 97' · João Paulo 110' | Reporte          | Bernardo 9' · Pita 91' · Careca 119' | Asistencia: 37,750 espectadores Árbitro(s): Aragão | Asistencia: 37,750 espectadores Árbitro(s): Aragão |

- São Paulo FC y Guarani de Campinas, campeón y subcampeón respectivamente, clasifican a Copa Libertadores 1987.

|                                    |
| Bandera del estado de São Paulo    |
| Campeón São Paulo F. C. 2.º título |

## Posiciones finales
- Dos puntos por victoria.
| Pos | Equipo                 | Pts | PJ | PG | PE | PP | GF | GC | Dif  |
| --- | ---------------------- | --- | -- | -- | -- | -- | -- | -- | ---- |
| 1   | São Paulo              | 47  | 34 | 17 | 13 | 4  | 62 | 22 | 40   |
| 2   | Guarani de Campinas    | 53  | 34 | 21 | 11 | 2  | 59 | 18 | 41   |
| 3   | Atlético Mineiro       | 45  | 32 | 17 | 11 | 4  | 39 | 20 | 19   |
| 4   | América-RJ             | 34  | 32 | 11 | 12 | 9  | 29 | 29 | 0    |
| 5   | Bahía                  | 40  | 30 | 17 | 6  | 7  | 40 | 21 | 19   |
| 6   | Fluminense             | 38  | 30 | 16 | 6  | 8  | 33 | 19 | 14   |
| 7   | Corinthians            | 38  | 30 | 13 | 12 | 5  | 42 | 20 | 22   |
| 8   | Cruzeiro               | 36  | 30 | 12 | 12 | 6  | 38 | 21 | 17   |
| 9   | Criciúma               | 35  | 26 | 14 | 7  | 5  | 28 | 19 | 9    |
| 10  | Palmeiras              | 34  | 28 | 12 | 10 | 6  | 42 | 23 | 19   |
| 11  | Portuguesa             | 34  | 28 | 11 | 12 | 5  | 31 | 23 | 8    |
| 12  | Internacional Limeira  | 33  | 26 | 13 | 7  | 6  | 37 | 25 | 12   |
| 13  | Flamengo               | 32  | 28 | 12 | 8  | 8  | 34 | 19 | 15   |
| 14  | Joinville              | 29  | 28 | 8  | 13 | 7  | 30 | 31 | - 1  |
| 15  | Vasco da Gama          | 28  | 28 | 10 | 8  | 10 | 35 | 24 | 11   |
| 16  | Grêmio                 | 28  | 28 | 9  | 10 | 9  | 32 | 27 | 5    |
| 17  | Internacional          | 32  | 26 | 12 | 8  | 6  | 40 | 23 | 17   |
| 18  | Atlético Paranaense    | 29  | 26 | 9  | 11 | 6  | 27 | 17 | 10   |
| 19  | Santos                 | 29  | 26 | 9  | 11 | 6  | 25 | 16 | 9    |
| 20  | Rio Branco-ES          | 27  | 26 | 10 | 7  | 9  | 29 | 29 | 0    |
| 21  | Bangu                  | 26  | 26 | 8  | 10 | 8  | 21 | 23 | - 2  |
| 22  | Ponte Preta            | 25  | 26 | 9  | 7  | 10 | 29 | 30 | - 1  |
| 23  | Goiás                  | 25  | 26 | 7  | 11 | 8  | 25 | 30 | - 5  |
| 24  | Treze                  | 24  | 24 | 9  | 6  | 9  | 16 | 22 | - 6  |
| 25  | Ceará                  | 24  | 26 | 8  | 8  | 10 | 25 | 31 | - 6  |
| 26  | CSA Alagoas            | 24  | 26 | 7  | 10 | 9  | 20 | 23 | - 3  |
| 27  | Santa Cruz Recife      | 24  | 26 | 6  | 12 | 8  | 24 | 30 | - 6  |
| 28  | Sport Recife           | 23  | 26 | 8  | 7  | 11 | 25 | 27 | - 2  |
| 29  | Atlético Goianiense    | 23  | 26 | 7  | 9  | 10 | 23 | 28 | - 5  |
| 30  | Vitória                | 23  | 26 | 6  | 11 | 9  | 23 | 30 | - 7  |
| 31  | Náutico Recife         | 22  | 26 | 10 | 2  | 14 | 21 | 31 | - 10 |
| 32  | Botafogo               | 22  | 26 | 6  | 10 | 10 | 21 | 8  | - 7  |
| 33  | Central-PE             | 21  | 24 | 7  | 7  | 10 | 22 | 37 | - 15 |
| 34  | Nacional-AM            | 20  | 26 | 7  | 6  | 13 | 25 | 33 | - 8  |
| 35  | Comercial-MS           | 19  | 26 | 5  | 9  | 12 | 22 | 37 | - 15 |
| 36  | Sobradinho-DF          | 16  | 26 | 5  | 6  | 15 | 21 | 46 | - 25 |
| 37  | Sergipe                | 8   | 10 | 3  | 2  | 5  | 5  | 16 | - 11 |
| 38  | Operário-MS            | 7   | 10 | 3  | 1  | 6  | 9  | 15 | - 6  |
| 39  | Botafogo-PB            | 7   | 10 | 3  | 1  | 6  | 9  | 16 | - 7  |
| 40  | Fortaleza              | 6   | 10 | 2  | 2  | 6  | 7  | 19 | - 12 |
| 41  | Sampaio Corrêa         | 6   | 10 | 1  | 4  | 5  | 5  | 15 | - 10 |
| 42  | Remo                   | 6   | 10 | 0  | 6  | 4  | 9  | 15 | - 6  |
| 43  | Tuna Luso Brasileira   | 5   | 10 | 2  | 1  | 7  | 8  | 20 | - 12 |
| 44  | Coritiba               | 5   | 10 | 1  | 3  | 6  | 3  | 9  | - 6  |
| 45  | Alecrim de Natal       | 5   | 10 | 1  | 3  | 6  | 7  | 15 | - 8  |
| 46  | Paysandu de Belém      | 3   | 10 | 1  | 1  | 8  | 5  | 18 | - 13 |
| 47  | Piauí                  | 3   | 10 | 1  | 1  | 8  | 6  | 26 | - 20 |
| 48  | Operário-Várzea Grande | 3   | 10 | 1  | 1  | 8  | 4  | 24 | - 20 |

## Goleadores
| Pos. | Jugador              | Club                | Goles |
| ---- | -------------------- | ------------------- | ----- |
| 1    | Careca               | Sao Paulo           | 25    |
| 2    | Evair                | Guarani de Campinas | 24    |
| 3    | Mirandinha           | Palmeiras           | 21    |
| 4    | Cláudio Adão         | Bahía               | 18    |
| 5    | Edmar                | Corinthians         | 15    |
| 6    | Lima                 | Gremio              | 14    |
| 7    | Chicão               | Ponte Preta         | 13    |
| 7    | Luisinho             | América-RJ          | 13    |
| 9    | Éverton              | Atlético Mineiro    | 12    |
| 10   | Luís Fernando Flores | Internacional       | 11    |
| 10   | Müller               | Sao Paulo           | 11    |